# Bataille de Corbavie
 (juin 2018).
Si vous disposez d'ouvrages ou d'articles de référence ou si vous connaissez des sites web de qualité traitant du thème abordé ici, merci de compléter l'article en donnant les références utiles à sa vérifiabilité et en les liant à la section « Notes et références ».
Guerre hongro-ottomane
La bataille de Corbavie, livrée le 9 septembre 1493 dans le sud de la Croatie (dans l'est de la région de Lika), vit la défaite de l'armée féodale croate, vassale du Royaume de Hongrie, devant les forces de l'Empire ottoman. La fine fleur de la noblesse croate (dont les vice-rois de Croatie Emerik Derenčin et János Both de Bajna) fut massacrée et environ 7 000 Croates perdirent la vie ce jour-là. Corbavie peut être comparée à un  « Azincourt croate » et marque l’annexion d'une grande moitié de la Croatie par les Ottomans.